# ریکی آگویار
ریکی آگویار (انگلیسی: Ricky Aguiar؛ زادهٔ ۱۷ مارس ۲۰۰۱) بازیکن فوتبال است.